# Bulbo sensor de temperatura

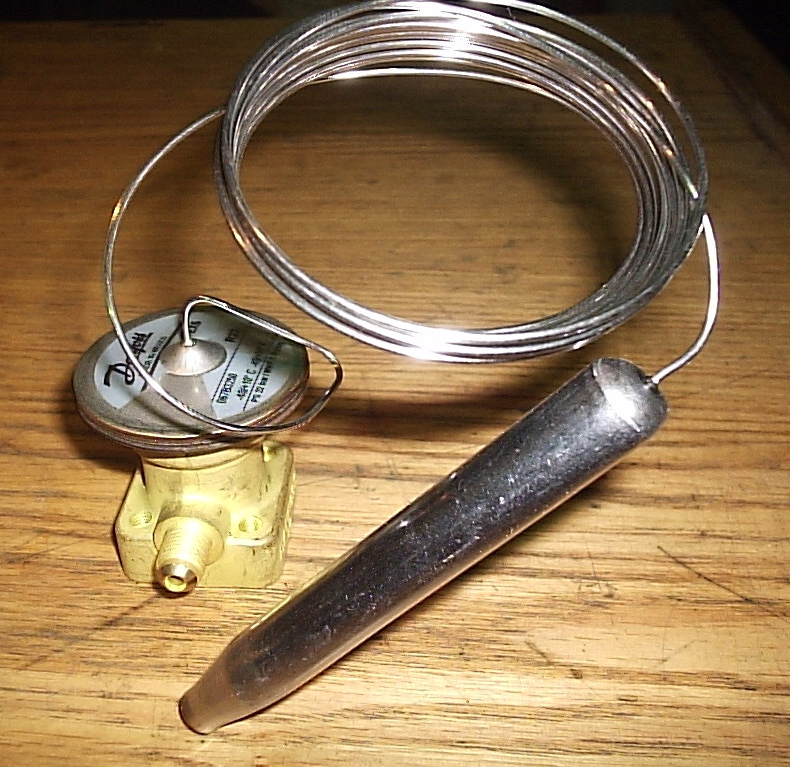
Bulbo sensor de temperatura de VET tipo TEX5.

El bulbo sensor de temperatura, o también denominado bulbo remoto, de las válvulas de expansión termostáticas y válvulas limitadoras de presión es una sonda térmica que mide el grado de sobrecalentamiento del vapor de refrigerante a la salida del evaporador.
Este bulbo, el que está conectado a la parte superior de la válvula por medio de un tubo capilar, se encuentra lleno de un fluido potencia denominado carga termostática, el cual al evaporarse ejerce una fuerza sobre el diafragma de la válvula controlando el flujo de refrigerante al interior del evaporador.  

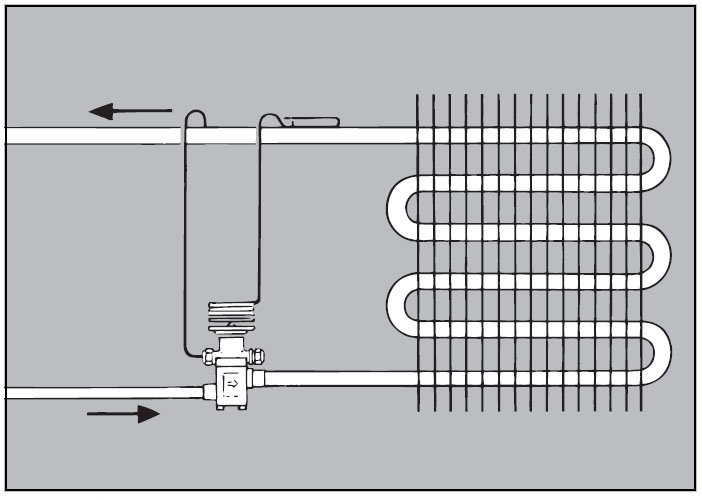
Montaje de VET y bulbo sensor en evaporador.

El funcionamiento adecuado de la válvula depende de la localización e instalación del bulbo. Ya que generalmente se usa un bulbo instalado en el exterior de la tubería –debido a que existen otros que también puede ir dentro de ella- este debe ir firmemente fijado con abrazaderas metálicas y cercano a la salida del evaporador, en posición horizontal. Su ángulo de fijación está recomendado a 45° por debajo del plano horizontal; si la tubería es demasiado estrecha o de igual sección circular que la del bulbo, se recomienda montar el bulbo sobre esta. Todo este artificio es necesario a fin de evitar las erróneas señales de temperatura que arroja el aceite alojado en la parte inferior de la tubería a la salida del evaporador, las cuales indican un equívoco valor de sobrecalentamiento, distinto al del vapor de refrigerante.